# Leszek Samborski
Leszek Samborski (ur. 19 maja 1955 w Dębicy) – polski polityk i przedsiębiorca, poseł na Sejm IV kadencji.

## Życiorys
Ukończył studia magisterskie w Wyższej Szkole Pedagogicznej w Rzeszowie.
W latach 70. i 80. pracował jako autor i wykonawca wielu opozycyjnych, politycznych programów kabaretowych (m.in. kabaret „SKRA” w Dębicy). W 1980 został pozbawiony mieszkania i pracy w Zakładach Tworzyw Sztucznych w Pustkowie koło Dębicy. Przeprowadził się do Tarnowa, gdzie pracował jako kierownik delegatury i galerii w Pracowniach Sztuk Plastycznych.
W 1983 zamieszkał w Warszawie, pracował początkowo w warszawskim oddziale Pracowni Sztuk Plastycznych, następnie w zarządzie tego przedsiębiorstwa. W 1990 założył własną firmę handlową.
Należał do Unii Polityki Realnej. Bez powodzenia kandydował z jej listy do Sejmu w województwie tarnowskim w wyborach parlamentarnych w 1997, a także do sejmiku mazowieckiego w 2002. Był współtwórcą i głównym negocjatorem porozumienia wyborczego pomiędzy Platformą Obywatelską i UPR z 19 maja 2001 dotyczącego współpracy w wyborach parlamentarnych. Kandydował w nich z listy PO w okręgu warszawskim. Mandat poselski uzyskał 18 czerwca 2004 w miejsce Pawła Piskorskiego wybranego do Parlamentu Europejskiego. Wkrótce wystąpił z UPR i został członkiem PO. W Sejmie pracował w Komisji Skarbu Państwa, Komisji Ustawodawczej oraz Komisji Nadzwyczajnej do rozpatrzenia projektów ustaw związanych z rządowym Programem uporządkowania i ograniczenia wydatków publicznych. W 2005 bez powodzenia ubiegał się o reelekcję. Rok później bezskutecznie kandydował do sejmiku mazowieckiego.
W styczniu 2015 stanął na czele warszawskich struktur Kongresu Nowej Prawicy, a w październiku tegoż roku kandydował z ramienia KNP do Sejmu. W październiku 2018 objął funkcję sekretarza KNP. Został też potem prezesem powołanej przez liderów KNP partii Odpowiedzialność, zarejestrowanej w marcu 2019 (pozostając związanym z KNP, a także z PolExitem). W 2020 zadeklarował zamiar wystartowania jako kandydat Odpowiedzialności w wyborach prezydenckich, jednak nie zebrał wymaganej do rejestracji kandydatury liczby podpisów. W sierpniu tego samego roku zrezygnował z funkcji prezesa partii. W 2024 jako bezpartyjny z ramienia PolExitu wystartował w wyborach do Parlamentu Europejskiego, będąc liderem listy w okręgu lubelskim.
Żonaty, ma troje dzieci.